# Trophée de France 2016
Trophée de France 2016 – czwarte w kolejności zawody łyżwiarstwa figurowego z cyklu Grand Prix 2016/2017. Zawody odbywały się od 11 do 13 listopada 2016 roku w hali AccorHotels Arena w Paryżu.
Zwycięzcą wśród solistów został reprezentant Hiszpanii Javier Fernández. W rywalizacji kobiet triumfowała reprezentantka Rosji Jewgienija Miedwiediewa. Wśród par sportowych wygrali reprezentanci Niemiec Alona Sawczenko i Bruno Massot, zaś wśród par tanecznych zwyciężyli gospodarze Gabriella Papadakis i Guillaume Cizeron.

## Wyniki

### Soliści
| Poz. | Zawodnik            | Nota łączna | SP | SP    | FS | FS     |
| ---- | ------------------- | ----------- | -- | ----- | -- | ------ |
| 1    | Javier Fernández    | 285,38      | 1  | 96,57 | 1  | 188,81 |
| 2    | Dienis Tien         | 269,26      | 3  | 89,21 | 3  | 180,05 |
| 3    | Adam Rippon         | 267,53      | 4  | 85,25 | 2  | 182,28 |
| 4    | Nathan Chen         | 264,80      | 2  | 92,85 | 4  | 171,95 |
| 5    | Takahito Mura       | 248,42      | 6  | 78,38 | 5  | 170,04 |
| 6    | Jorik Hendrickx     | 230,47      | 5  | 80,34 | 8  | 150,13 |
| 7    | Misza Ge            | 229,06      | 8  | 72,49 | 6  | 156,57 |
| 8    | Chafik Besseghier   | 225,02      | 7  | 77,00 | 9  | 148,02 |
| 9    | Artur Dmitrijew Jr. | 218,70      | 11 | 64,48 | 7  | 154,22 |
| 10   | Brendan Kerry       | 199,40      | 9  | 70,67 | 10 | 128,73 |
| 11   | Ivan Righini        | 185,81      | 10 | 68,42 | 11 | 117,39 |

### Solistki

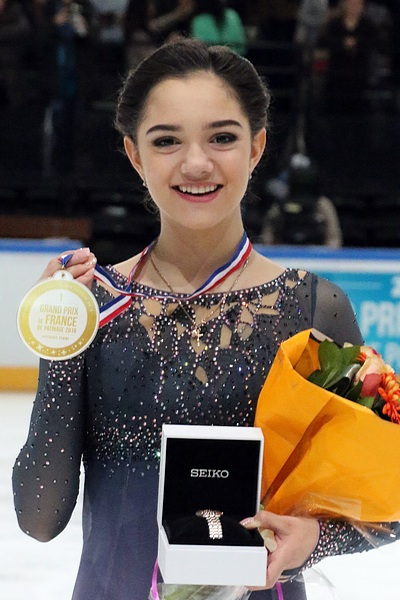
Zwyciężczyni w konkurencji solistek Jewgienija Miedwiediewa (RUS)

| Poz. | Zawodniczka             | Nota łączna | SP | SP    | FS | FS     |
| ---- | ----------------------- | ----------- | -- | ----- | -- | ------ |
| 1    | Jewgienija Miedwiediewa | 221,54      | 1  | 78,52 | 1  | 143,02 |
| 2    | Marija Sotskowa         | 200,35      | 3  | 68,71 | 2  | 131,64 |
| 3    | Wakaba Higuchi          | 194,48      | 5  | 65,02 | 3  | 129,46 |
| 4    | Gabrielle Daleman       | 192,10      | 2  | 72,70 | 6  | 119,40 |
| 5    | Park So-youn            | 185,19      | 6  | 64,89 | 4  | 120,30 |
| 6    | Laurine Lecavelier      | 184,65      | 4  | 66,61 | 7  | 118,04 |
| 7    | Maé-Bérénice Méité      | 172,65      | 11 | 52,78 | 5  | 119,87 |
| 8    | Gracie Gold             | 165,89      | 10 | 54,87 | 8  | 111,02 |
| 9    | Mao Asada               | 161,39      | 8  | 61,29 | 10 | 100,10 |
| 10   | Yuka Nagai              | 159,49      | 12 | 52,41 | 9  | 107,08 |
| 11   | Anastasija Gałustian    | 155,49      | 9  | 56,92 | 11 | 98,57  |
| 12   | Alona Leonowa           | 141,36      | 7  | 63,87 | 12 | 77,49  |

### Pary sportowe

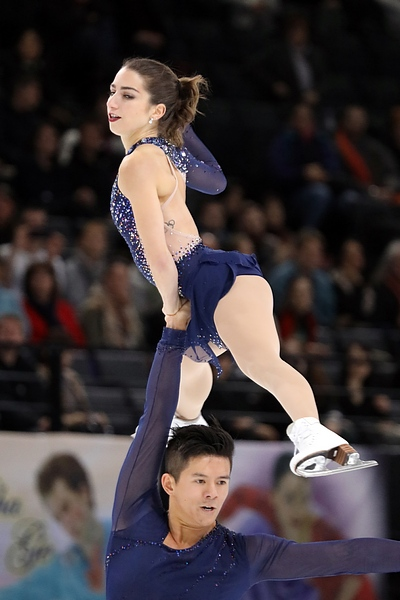
Zdobywcy 5. miejsca w parach sportowych Marissa Castelli / Mervin Tran (USA)

| Poz. | Zawodnicy                              | Nota łączna | SP | SP    | FS | FS     |
| ---- | -------------------------------------- | ----------- | -- | ----- | -- | ------ |
| 1    | Alona Sawczenko / Bruno Massot         | 210,59      | 1  | 77,55 | 1  | 133,04 |
| 2    | Jewgienija Tarasowa / Władimir Morozow | 206,94      | 2  | 76,24 | 3  | 130,70 |
| 3    | Vanessa James / Morgan Ciprès          | 198,58      | 4  | 66,05 | 2  | 132,53 |
| 4    | Natalja Zabijako / Aleksandr Enbiert   | 192,56      | 3  | 71,36 | 4  | 121,20 |
| 5    | Marissa Castelli / Mervin Tran         | 176,18      | 5  | 59,26 | 5  | 116,92 |
| 6    | Miriam Ziegler / Severin Kiefer        | 145.01      | 6  | 52,06 | 6  | 92,95  |

### Pary taneczne
| Poz. | Zawodnicy                               | Nota łączna | SD | SD    | FD | FD     |
| ---- | --------------------------------------- | ----------- | -- | ----- | -- | ------ |
| 1    | Gabriella Papadakis / Guillaume Cizeron | 193,50      | 1  | 78,26 | 1  | 115,24 |
| 2    | Madison Hubbell / Zachary Donohue       | 174,58      | 3  | 66,77 | 2  | 107,81 |
| 3    | Piper Gilles / Paul Poirier             | 170,78      | 4  | 64,74 | 3  | 106,04 |
| 4    | Jelena Ilinych / Rusłan Żyganszyn       | 167,40      | 2  | 68,72 | 4  | 98,68  |
| 5    | Isabella Tobias / Ilja Tkaczenko        | 158,86      | 5  | 63,70 | 5  | 95,16  |
| 6    | Marie-Jade Lauriault / Romain Le Gac    | 150,07      | 6  | 57,37 | 6  | 92,70  |
| 7    | Ołeksandra Nazarowa / Maksym Nikitin    | 145,39      | 7  | 56,61 | 7  | 88,78  |
| 8    | Cortney Mansour / Michal Češka          | 140,92      | 8  | 55,69 | 8  | 85,23  |
| 9    | Lorenza Alessandrini / Pierre Souquet   | 130,12      | 9  | 48,18 | 9  | 81,94  |
| 10   | Wiktoryja Kawalowa / Jurij Bielajew     | 115,04      | 10 | 46,81 | 10 | 68,23  |